# Al & Brock
Den belgiske racer-tegneserie Les Casseurs om de to betjente Alkibades "Al" Russel og "Brock" Brockowsky er skrevet af André-Paul Duchâteau og tegnet af Christian Denayer. I Danmark blev serien oprindeligt udgivet i tempo og senere i afløseren Supertempo under titlen Al & Brock. Historierne fra tempo blev samlet og udgivet i fire album i serien Brock-magerne.
I 2020 begyndte forlaget E-voke at udgive serien i dobbeltbind under den oprindelige danske titel Al & Brock. En lignende bogserie er udgivet på fransk, men den indeholder tre album pr. bind.

## AlbumserienBrock-magerne
Udgivet 1979-1981 af Winthers Forlag.
1. Fantomgangsterne
2. Sabotage
3. Operation Mammut
4. A/S Saneringskompagniet

## Al & Brock iSupertempo
Serieblad udgivet af Gutenberghus.
1. Den djævelske jagt (Supertempo nr. 6, 1982)
2. For fuld udblæsning! (Supertempo nr. 8, 1982)
3. Alligator-banden (Supertempo nr. 12, 1982)

## BogserienAl & Brock
Udgives af E-voke siden 2020.
1. Fantomgangsterne & Sabotage ISBN 978-87-93952-00-3
2. Operation Mammut & Saneringskompagniet A/S ISBN 978-87-93952-23-2
3. Den djævelske jagt & For fuld udblæsning ISBN 978-87-93952-79-9
4. Alligator-banden & Florida Connection (planlagt)

## Oversigt
Historierne står i samme rækkefølge som i bogserien. Det vil med få undtagelser betyde i kronologisk rækkefølge; når en historie er ude af kronologien, er original udgivelsesdato markeret med rødt.
| Al & Brock – oversigt   |                |                                  |                                  |                                  |             |             |                      |                                     |                                            |
| Originaludgave          | Originaludgave | Originaludgave                   | Originaludgave                   | Originaludgave                   | Antal sider | Antal sider | Danske udgaver       | Danske udgaver                      | Danske udgaver                             |
| Serieblad               | Album          | Historie                         | Album                            | Album                            | Antal sider | Antal sider | Serie, nr. og år     | Titel                               | Bog                                        |
| 1975-01-28 – 1975-06-03 | 1 (1977)       | Haute tension                    | Haute tension                    | Haute tension                    | 46          | 46          | Tmp 76/14-20 Album 1 | Fantomgangsterne                    | Fantomgangsterne & Sabotage                |
| 1976-02-17 – 1976-05-04 | 2 (1977)       | Sabotage à Fort-Tempest          | Sabotage à Fort-Tempest          | Sabotage à Fort-Tempest          | 46          | 46          | Tmp 76/47-53 Album 2 | Sabotage                            | Fantomgangsterne & Sabotage                |
| 1977-04-19 – 1977-08-02 | 3 (1978)       | Opération Mammouth               | Opération Mammouth               | Opération Mammouth               | 46          | 46          | Tmp 78/8-17 Album 3  | Operation "Mammut" Operation Mammut | Operation Mammut & Saneringskompagniet A/S |
| 1978-06-13 – 1978-09-19 | 4 (1979)       | Les casseurs contre les casseurs | Les casseurs contre les casseurs | Les casseurs contre les casseurs | 46          | 46          | Tmp 79/24-28 Album 4 | A/S Sanerings- kompagniet           | Operation Mammut & Saneringskompagniet A/S |
| 1979-07-17 – 1979-10-23 | 5 (1980)       | La corrida infernale             | La corrida infernale             | La corrida infernale             | 46          | 46          | Sup.tmp 82/6         | Den djævelske jagt                  | Den djævelske jagt & For fuld udblæsning   |
| 1978-06                 | 6 (1981)       | Témoin à abattre                 | Témoin à abattre                 | Hauts et bas à San Fran- cisco   | 5           | 44          | Sup.tmp 82/8         | For fuld udblæsning!                | Den djævelske jagt & For fuld udblæsning   |
| 1979-07                 | 6 (1981)       | 250000$... crash                 | 250000$... crash                 | Hauts et bas à San Fran- cisco   | 9           | 44          | Sup.tmp 82/8         | For fuld udblæsning!                | Den djævelske jagt & For fuld udblæsning   |
| 1979-10                 | 6 (1981)       | Le disque d'or                   | Le disque d'or                   | Hauts et bas à San Fran- cisco   | 11          | 44          | Sup.tmp 82/8         | For fuld udblæsning!                | Den djævelske jagt & For fuld udblæsning   |
| 1980-12-02              | 6 (1981)       | Une bombe à tout casser!         | Une bombe à tout casser!         | Hauts et bas à San Fran- cisco   | 6           | 44          | Sup.tmp 82/8         | For fuld udblæsning!                | Den djævelske jagt & For fuld udblæsning   |
| 1981-01                 | 6 (1981)       | Coucher de soleil à minuit       | Coucher de soleil à minuit       | Hauts et bas à San Fran- cisco   | 8           | 44          | Sup.tmp 82/8         | For fuld udblæsning!                | Den djævelske jagt & For fuld udblæsning   |
| 1981-05-12              | 6 (1981)       | Hauts et bas à San Francisco     | Hauts et bas à San Francisco     | Hauts et bas à San Fran- cisco   | 6           | 44          | Sup.tmp 82/8         | For fuld udblæsning!                | Den djævelske jagt & For fuld udblæsning   |
| 1981-01-27 – 1981-03-17 | 7 (1982)       | La fosse aux alligators          | La fosse aux alligators          | La fosse aux alligators          | 46          | 46          | Sup.tmp 82/12        | Alligator-banden                    | Alligator-banden & Florida Connection      |
| 1981-11-10 – 1982-02-16 | 8 (1983)       | Florida connection               | Florida connection               | Florida connection               | 46          | 46          |                      |                                     | Alligator-banden & Florida Connection      |
| 1983-02-15 – 1983-05-03 | 9 (1984)       | Train d'enfer                    | Train d'enfer                    | Train d'enfer                    | 46          | 46          |                      |                                     |                                            |
| 1983-11-22 – 1984-01-31 | 10 (1984)      | Big Mama                         | Big Mama                         | Big Mama                         | 46          | 46          |                      |                                     |                                            |
| 1984-09-25 – 1984-12-04 | 11 (1985)      | Big Mama II                      | Big Mama II                      | Big Mama II                      | 46          | 46          |                      |                                     |                                            |
|                         | 12 (1986)      |                                  |                                  | Un super flic                    |             | 46          |                      |                                     |                                            |
|                         | 12 (1986)      |                                  |                                  | Un super flic                    |             | 46          |                      |                                     |                                            |
|                         | 12 (1986)      |                                  |                                  | Un super flic                    |             | 46          |                      |                                     |                                            |
|                         | 12 (1986)      |                                  |                                  | Un super flic                    |             | 46          |                      |                                     |                                            |
|                         | 12 (1986)      |                                  |                                  | Un super flic                    |             | 46          |                      |                                     |                                            |
|                         | 12 (1986)      |                                  |                                  | Un super flic                    |             | 46          |                      |                                     |                                            |
| 1986-05-27 – 1986-08-05 | 13 (1987)      | 1963                             | Rapt en flash-back               | Rapt en flash-back               | 46          | 46          |                      |                                     |                                            |
| 1986-10-28 – 1986-12-30 | 14 (1987)      | Le convoi maudit                 | Le convoi maudit                 | Le convoi maudit                 | 46          | 46          |                      |                                     |                                            |
|                         | 15 (1988)      | Match-poursuite                  | Match-poursuite                  | Match-poursuite                  | 46          | 46          |                      |                                     |                                            |
|                         | 16 (1989)      | L'heure du requin                | L'heure du requin                | L'heure du requin                | 46          | 46          |                      |                                     |                                            |
|                         | 17 (1990)      | Brigade de choc                  | Brigade de choc                  | Brigade de choc                  | 46          | 46          |                      |                                     |                                            |
|                         | 18 (1991)      | Dérapage à l'Est                 | Dérapage à l'Est                 | Dérapage à l'Est                 | 46          | 46          |                      |                                     |                                            |
|                         | 19 (1992)      | Le trou dans la tête             | Le trou dans la tête             | Le trou dans la tête             | 46          | 46          |                      |                                     |                                            |
|                         | 20 (1993)      | Chassé croisé                    | Chassé croisé                    | Chassé croisé                    | 46          | 46          |                      |                                     |                                            |
|                         | 21 (1994)      | La secte d'Hollywood             | La secte d'Hollywood             | La secte d'Hollywood             | 46          | 46          |                      |                                     |                                            |